# Sentraltind
Sentraltind (también conocida como Sentraltinden o Vestre Styggedalstind) es una montaña en los montes Hurrungane en la cordillera de Jotunheimen. La montaña de 2.348 metros (7.703 pies) de altura se encuentra en la parte oriental del municipio de Luster en el condado de Sogn og Fjordane, Noruega. Es la décima cumbre más alta en Noruega. Sentraltind se encuentra en una colina entre la Store Skagastølstind-Vetle Skagastølstind y Store Styggedalstind-Jervvasstind. La montaña está a 16 kilómetros (9,9 millas) al este de la población de Skjolden.